# Turgay Şeren
Turgay Sabit Şeren (Ankara, 1932. május 15. – 2016. július 6.) török labdarúgókapus, edző.
A török válogatott színeiben részt vett az 1954-es labdarúgó-világbajnokságon.